# 拉塔科埃尔298水上飞机
拉塔科埃尔298水上飞机（法語：Latécoère298），有时简称为拉塔298（法語：Laté298），是法国的一款水上飞机 ，于第二次世界大战服役。它的设计目的主要作为鱼雷轰炸机，但也可作为侦察机或俯冲轰炸机用于攻击陆上和海上目标。 它拥有牢固可靠的结构以及良好的操纵性，是法国最成功的军用水上飞机，并有各种改进型号。

## 发展
1933年，法国海军征求高性能的水上鱼雷轰炸机，来取代不成功的拉塔290。因此，拉塔科埃尔公司在1936年研发出拉塔298的原型机。该机由位于图卢兹的工厂制造，并于同年5月6日完成首飞。
拉塔298是一架架全金属构造的单发三座悬臂中单翼飞机，装1台880马力的希斯班诺-苏扎12Y液冷发动机。两个巨大的浮筒通过支柱连接到机身，每个浮筒包含一个燃料箱。
机腹下可配备不同的载荷，具体取决于任务类型。 它可携带一枚1926型DA鱼雷，两枚150公斤炸弹或深水炸弹。 其他武器为三座7.5毫米达恩机枪，两座固定向前，一座固定在旋转支架上向后发射。

## 服役历史
第一架拉塔298于1938年10月在法国海军航空中队投入使用。 有些被部署在海军基地，有些作为塔斯特指挥官号水上飞机母舰的舰载机。 在战争爆发时，已有四个中队部署了这种飞机。到1940年5月，当德国开始向西进攻时，已有81架飞机装备于六个中队。
拉塔298于1940年在法国战役中首次参战。他们最初被用于海上巡逻和反潜任务，但没有遇到任何德国船只。 后来，当德国国防军穿越法国时，它们被用来骚扰和拦截装甲车队。 尽管没有为此目的设计，但它们的损失比配备其他装备的队伍损失更少。
1940年6月法国投降后，维希法国海军被允许保留一些拉塔298，它们大多被派往法属北非。被俘获的拉特298由纳粹德国空军继续使用。
在火炬行动之后，位于非洲的法军加入了盟军阵线。因此，位于北非拉特298与英国的威灵顿轰炸机一同接受英国皇家空军海岸司令部指挥。
拉塔298的最后作战任务是在解放法国期间执行的。它们被用来攻击从大西洋壁垒出发行动的德国船只。
最后一批拉塔298在1946年退役。但直到1950年之前，该飞机一直作为教练机使用。

## 变种
所有型号皆由一台希斯班诺-苏扎12Y液冷发动机发动机提供动力。
- Laté298A：最初型号。
- Laté298B:增加了折叠翼以适应水上飞机母舰、增加了观测位、乘员四名.
- Laté298D：类似于298B，但无折叠翼。
- Laté298E：用作侦查的型号，武器模块被观测舱取代。只建造了一架原型机
- Laté299：由拉塔298衍生而来。三座侦察-鱼雷轰炸机，于1920年7月7日首飞。由一台920马力希斯班诺-苏扎12Y-43发动机提供动力。建造了两架原型机。

## 使用者
法國
- 法国海军

 德国
- 德国空军

## 基本资料(拉塔298D)
基本规格
- 乘员： 2至4人，通常3人

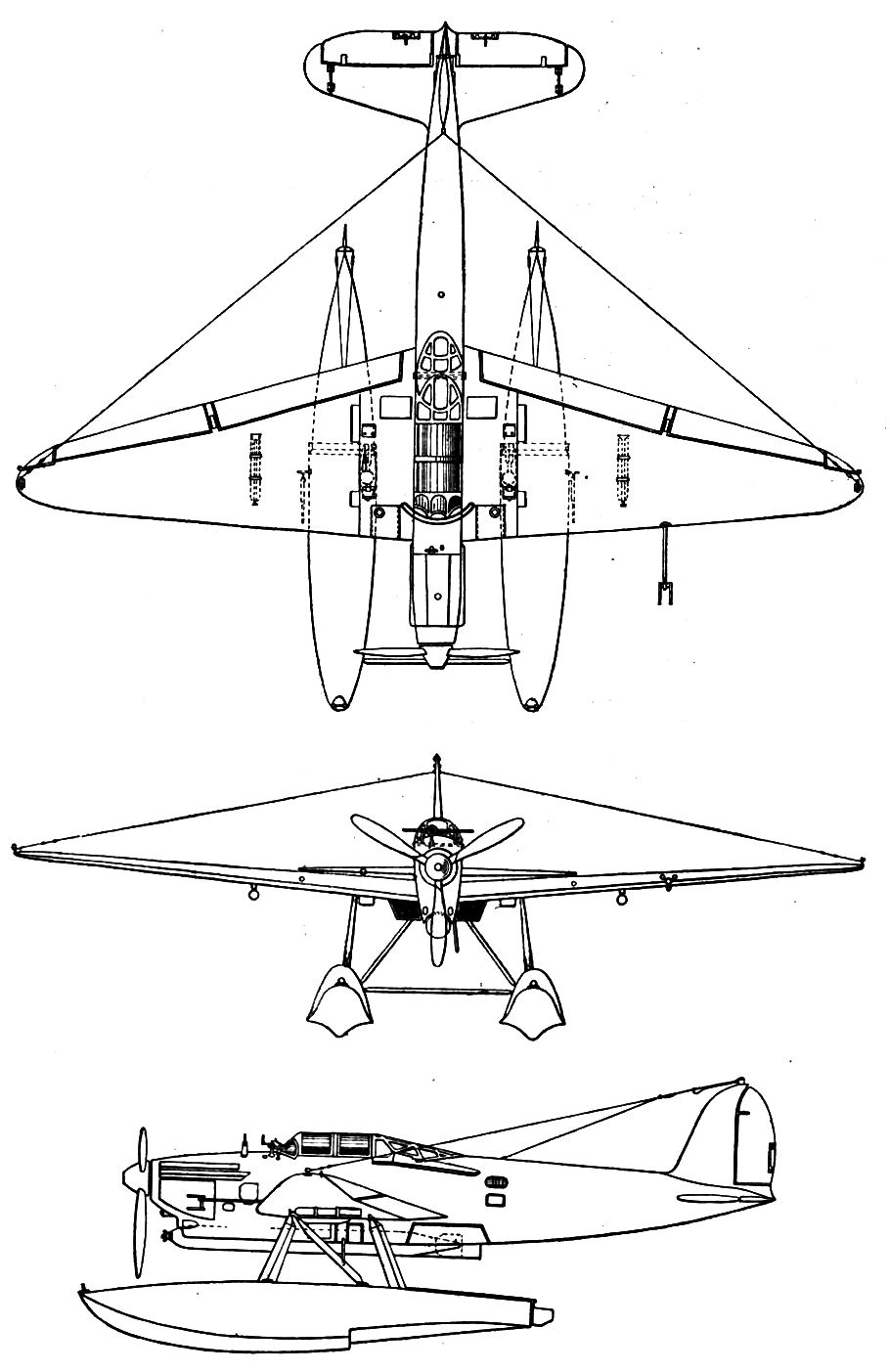
拉塔298三视图，来自1943年12月出版的法国杂志L'Aerophile

- 全长： 12.56m(41英尺2.5英寸)
- 翼展: 15.5m(50英尺10.5英寸)
- 全高： 5.25m(17英尺1.75中)
- 翼面积： 31.6㎡
- 空重: 3,057公斤(6 750磅)
- 载重量： 4,793公斤(10,582磅)
- 动力: 1 × 希斯班诺-苏扎12Y液冷V-12发动机，(880马力)

性能
- 最高速度: 300公里/小时(167英里每小时)
- 航程: 1500公里(932英里)
- 升限: 6,397m[1] (21,325英尺)

武器装备
- 7.5毫米 Darne机枪（英语：Darne machine gun）x3
- 680kg(1500磅)载弹量